# Dubach
Dubach is een plaats (town) in de Amerikaanse staat Louisiana, en valt bestuurlijk gezien onder Lincoln Parish.

## Demografie
Bij de volkstelling in 2000 werd het aantal inwoners vastgesteld op 800.
In 2006 is het aantal inwoners door het United States Census Bureau geschat op 765, een daling van 35 (-4.4%).

## Geografie
Volgens het United States Census Bureau beslaat de plaats een oppervlakte van
3,8 km², waarvan 3,7 km² land en 0,1 km² water. Dubach ligt op ongeveer 76 m boven zeeniveau.

## Plaatsen in de nabije omgeving
De onderstaande figuur toont nabijgelegen plaatsen in een straal van 24 km rond Dubach.